# 天龍八部 (2013年電視劇)
《天龍八部》，2012年開拍的中國大陸電視劇，改編自金庸同名小說《天龍八部》新修版，由香港導演賴水清執導，華策影視和東陽大千影視聯合出品製作。2012年12月12日在浙江象山影视城举行新闻发布会，2013年4月杀青，該劇在第19屆上海電視節亮相，2013年3月11日推出片花，2013年12月22日湖南卫视金鹰独播剧场和腾讯视频、乐视網、PPTV、搜狐、优酷網、土豆網首播。
可能受到低收視率的影響，另外被浙江衛視播出的版本於1月24日播出的內容赶超，湖南衛視決定把內容截半（腰斬），1月26日播出大結局（其內容播出至原版第30集21分16秒處）。湖南衛視和浙江衛視播出的版本都不是本劇的完整版本，其後貴州衛視播出該劇並表示會播出54集完整版本。
2014年4月17日在中視播出，由工研醋冠名贊助，並更名為《工研醋天龍八部》。台灣OTT平台LiTV 線上影視全套上架。

## 播放平台
在湖南衛視播出期間恰逢湖南衛視和央視綜合《毛澤東》，由於聯播劇集於晚間八點播出，因此該劇在2013年12月25日開始播放時間為19:30-20:00 每晚1集。
| 頻道              | 所在地   | 播映日期       | 播出時間 |
| 湖南卫视          | 中國大陸 | 2013年12月22日 | 2013年12月22日 20:00-22:00 三集 23日、24日 19:30-22:00 三集 25日起每日 19:30-20:10 一集 2014年1月1日 19:30-22:00 三集 |
| 浙江卫视          | 中國大陸 | 2014年1月17日  | 每晚19:30三集连播 |
| 貴州卫视          | 中國大陸 | 2014年3月6日   | 每晚19:30三集连播 |
| 天津卫视          | 中國大陸 | 2014年8月10日  | 12:35 - 18:18 6集联播                                                                                                 |
| Mio TV CH 502     | 新加坡   | 2014年3月14日  | 周一至周五 10:15pm |
| 新传媒8频道       | 新加坡   | 2014年11月28日 | 每逢星期一至五 11PM-12AM                                                                                              |
| Workpoint TV      | 泰國     | 2014年4月1日   | 每週一-週五18:05-19:00 后改為每周六-周日18.30-19.15                                                                   |
| 中視數位台        | 台灣     | 2014年4月17日  | 每週一至週五20:00 |
| 中天娛樂台        | 台灣     | 2014年5月26日  | 每週一至週五20:00 |
| 愛爾達綜合台      | 台灣     | 2015年7月27日  | 每週一至週五20:00 |
| AsiaN             | 南韓     | 2014年5月19日  | 每逢星期一至五 11PM-1AM(2集) 剧名:천룡팔부                                                                            |
| 八度空間          | 馬來西亞 | 2014年7月8日   | 每逢星期一至星期五，7:00PM–8:00PM                                                                                     |
| 城市電視2高清台   | 加拿大   | 2014年9月10日  | 每周一至周五 溫哥華 5:00 AM, 9:00 AM, 2:00 PM, 7:30PM 多倫多 8:00 AM, 12:00PM, 5:00 PM, 10:30 PM                      |
| ICN国际卫视中文台 | 美國     | 2014年10月20日 | 周一至周五8:00-9:00pm 重播 周二至周六1:00-2:00am 9:30-10:30am                                                         |
| TeleAsia          | 菲律賓   | 2015年5月7日   | 週一-週五 10:30PM |

## 演員与角色表

### 核心角色
| 演員   | 角色         | 介紹 |
| 鍾漢良 | 喬峰（萧峰） | 丐幫幫主，蕭遠山之子，是契丹人，後與父親于少室山相認之後正名為蕭峰，擅長降龍十八掌 ，最後自盡而死              |
| 金起範 | 段譽         | 大理鎮南王段正淳的世子，實為段延慶之子，母親為刀白鳳，愛慕王語嫣，擅長凌波微步、北冥神功、六脉神剑，後即位為帝 |
| 韓棟*  | 虛竹         | 少林寺的弟子，後為逍遙派的弟子并武傳無崖子、天山童姥武功，最後成為逍遙派的掌門人，擅長北冥神功和生死符。       |

*韓棟扮演的虛竹戲份在湖南衛視首播時戲份幾乎全部被刪，虛竹最後只在湖南衛視版最後一集出現。

### 喬峰家族
| 演員   | 角色           | 介紹                                                                                    |
| 梁家仁 | 蕭遠山（老年） | 喬峰之父，爲了復仇常年隱居在少林寺。 後因掃地僧，而自願剃度為僧，不再過問世間愛恨情仇。 |
| 鍾漢良 | 蕭遠山（青年） | 喬峰之父，爲了復仇常年隱居在少林寺。 後因掃地僧，而自願剃度為僧，不再過問世間愛恨情仇。 |
| 鍾漢良 | 喬峰（萧峰）   | 詳情參見“#核心角色”。                                                                   |
| 陈紫函 | 萧夫人         | 萧峰之生母。                                                                            |
| 賈青   | 阿朱           | 段正淳與阮星竹的大女兒，阿紫的姐姐。為人善良，是喬峰未過門的妻子，擅于易容術。          |

### 虛竹家族
| 演員   | 角色   | 介紹                   |
| 公方敏 | 玄慈   | 詳情參見“#少林寺”。    |
| 孟霞   | 葉二娘 | 詳情參見“#四大惡人”。  |
| 韓棟   | 虛竹   | 詳情參見“#核心角色”。  |
| 王雅慧 | 夢姑   | 銀川公主，虛竹的妻子。 |

### 大理段氏
| 演員   | 角色              | 介紹 |
| 郭凱敏 | 段正明            | 大理國皇帝，段延慶的堂弟，段正淳的皇兄。 後出家為僧。 |
| 杜玉明 | 段延慶            | 為大理皇室太子，卻因奸臣叛變，導致面目全非、腿斷一條、且無法張口說話，也無法順利當上皇帝。 段譽之生父。 深諳腹語，四大惡人之老大。 後為救譽儿而被慕容復殺害。 |
| 劉錫明 | 段正淳            | 大理皇室成員，段譽之養父。風流成性，處處留種。 |
| 閻青妤 | 刀白鳳            | 段正淳之正室。因段正淳風流成性，傷心欲絕之初在天龍寺偶遇落魄的段延慶，并懷上了段延慶的孩子，即為後來的段譽。                                                  |
| 陳秀麗 | 甘寶寶            | 外號俏夜叉，段正淳的情人，鍾靈之母。 |
| 舒硯   | 秦紅棉            | 外號「修羅刀」，段正淳的情人，木婉清之母。 |
| 王宣予 | 李青蘿 （王夫人） | 逍遙派李秋水與無崖子的女兒。段正淳的情人，王語嫣之母。 |
| 張譯木 | 阮星竹            | 段正淳的情人，阿朱與阿紫的生母，在阿朱死後方知阿朱是其親生女兒。                                                                                              |
| 金起範 | 段譽              | 詳見“#核心角色”。 |
| 張檬   | 王語嫣            | 神仙姐姐，段正淳與李青蘿之女，慕容復之表妹，愛慕慕容復，在慕容復發瘋後，回到慕容復身邊照顧他。                                                                |
| 賈青   | 阿朱              | 詳見“#喬峰家族”。 |
| 賈青   | 阿紫              | 段正淳與阮星竹的二女兒，阿朱的妹妹。生性兇殘，愛玩愛鬧事。曾經一度落入丁春秋手中，愛慕姐夫喬峰。                                                              |
| 趙圓瑗 | 木婉清            | 段正淳與秦紅棉之女，愛慕段譽。 |
| 毛曉彤 | 鍾靈              | 段正淳與甘寶寶之女，愛慕段譽，為人單純愛玩，生性善良。 |

### 姑蘇慕容氏
| 演員   | 角色   | 介紹 |
| 馮進高 | 慕容博 | 鮮卑後裔，燕國遺裔，慕容復之生父。為光復燕國而隱身少林寺。擅長斗轉星移、慕容氏家傳劍法。曾化名「燕龍淵」，挑撥大遼與大宋的糾紛。 後因掃地僧，而自願剃度為僧。                            |
| 宗峰岩 | 慕容復 | 慕容博之子，王語嫣的表哥，愛慕王語嫣，卻因復燕而無法表達。曾和喬峰齊名，有“北喬峰、南慕容”之稱，實際上武功輸喬峰一大截。生性卑鄙陰險、狡猾詭詐、城府極深。擅長斗轉星移、慕容氏家傳劍法。 |
| 賈青   | 阿朱   | 為慕容復的二婢之一，詳見“#喬峰家族”。 |
| 華嬌   | 阿碧   | 為慕容復的二婢之一。 |

### 丐幫
| 演員   | 角色         | 介紹 |
| 鍾漢良 | 喬峰（蕭峰） | 詳情參見“#核心角色”。 |
| 张馨予 | 康敏         | 丐幫副幫主之夫人，為人生性兇殘，因跳樓被救而深愛喬峰，後因喬峰不領情而由愛生恨，與白世鏡共同殺害馬大元，並與全冠清揭穿喬峰身世，期望有朝一日喬峰能接受自己，後被阿紫毀容而氣死。 曾是段正淳的情人。                                                   |
| 闵政   | 馬大元       | 丐幫副幫主，康敏的丈夫，被白世鏡及康敏殺害。 |
| 高玉慶 | 白世鏡       | 丐幫執法長老。與康敏有苟且之情。 |
| 吳華新 | 全冠清       | 丐幫成員。平日作惡多端，生性兇殘，好賭。被康敏以銀兩還清賭債而收買。 |
| 劉潮   | 游坦之       | 父親為游氏雙雄之一游駒，後來又化名莊聚賢，在丐幫大智分舵舵主全冠清的陰謀下，游坦之在丐幫君山大會中，連殺十一名丐幫高手，成為丐幫下代幫主，被全冠清逼迫與少林派爭奪中原武林盟主之位。 愛慕阿紫，不惜犧牲一切只為得阿紫芳心，甚至將自己的眼睛挖給阿紫。 |
| 賴水清 | 汪劍通       | 前丐幫幫主「劍髯」 |

### 逍遙派
| 演員   | 角色     | 介紹 |
| 金銘   | 天山童姥 | 逍遙派的弟子，愛慕無崖子，靈鷲宮的主人，自稱「姥姥」，是逍遙派掌門逍遙子的大弟子。                                                                  |
| 蘇有朋 | 無崖子   | 大理無量山逍遙派的掌門人，愛慕李碧云，與李秋水有一女兒李青蘿。擅長凌波微步、北冥神功、小無相功、天山六陽掌。 後將畢生武功傳給虛竹。                 |
| 賈靜雯 | 李秋水   | 逍遙派的弟子。天山童姥、無崖子的師妹，西夏銀川公主的祖母，王語嫣的外婆， 王夫人李青蘿的母親。愛慕師兄無崖子，擅長白虹掌力、寒袖拂穴、傳音搜魂大法。 |
| 高圓圓 | 李碧云   | 李秋水的妹妹，逍遥派的小师妹 |
| 韓振華 | 蘇星河   | 逍遙派掌門無崖子的大弟子，後被丁春秋所殺。 |
| 張仲興 | 丁春秋   | 原為逍遙派掌門無崖子的二弟子，蘇星河的師弟，後來背叛師門自創門戶星宿派，人稱“星宿老仙”和“星宿老怪”，擅長化功大法。                                  |
| 韓棟   | 虛竹     | 詳情參見“#核心角色”。 |

### 四大惡人
| 演員   | 角色     | 介紹                                                                 |
| 杜玉明 | 段延慶   | 四大惡人之首，詳情參見“#大理段氏”。                                  |
| 孟霞   | 葉二娘   | 虛竹的生母，四大惡人排行第二，與玄慈大師有過一段情。                 |
| 林以政 | 南海鱷神 | 四大惡人的老三。原打算收段譽為徒，後因段譽使計，令他反變成段譽之徒弟 |
| 纪伟   | 雲中鶴   | 四大惡人的老四。生性好色。                                           |

### 少林寺
| 演員   | 角色   | 介紹 |
| 高雄   | 掃地僧 | 法號“空然”，因精通少林寺七十二門絕技中的十三門絕技，被後人稱為“十三絕神僧”，隱居於少林藏經閣，日常功課是掃地。在少室山上的武林大會上，輕鬆收服蕭遠山、慕容博。 |
| 公方敏 | 玄慈   | 虛竹的生父，少林寺方丈。 |
| 梁家仁 | 蕭遠山 | 詳情參見“#喬峰家族”。 |
| 馮進高 | 慕容博 | 詳情參見“#慕容氏”。 |

### 其他
| 演員   | 角色     | 介紹                                                                           |
| 盧勇   | 鳩摩智   | 吐蕃大雪山大輪寺，精研佛法及武學，外號「大輪明王」，並被吐蕃國國王冊封為國師。 |
| 沈保平 | 黃眉大師 | 拈花寺的大師，會使用金剛指。                                                   |
| 吳岱融 | 鍾萬仇   | 甘寶寶的夫君，钟灵之養父。                                                     |
| 郭紹橫 | 游駒     | 游坦之伯父                                                                     |
| 吳仁遠 | 游驥     | 游坦之之父                                                                     |
| 程東   | 烏老大   | 靈鷲宮設下七十二島島主之一，被天山童姥收服。                                   |

## 電視原聲帶
| 曲序 | 曲目                   |        | 作曲       | 製作人             | 演唱           |
| ---- | ---------------------- | ------ | ---------- | ------------------ | -------------- |
| 1.   | 天龍八部（片頭曲）     | 沈水峰 | 林海、馮碩 | 林海、Keith Stuart | 信樂團、賴水清 |
| 2.   | 好好愛愛我吧（片尾曲） | 劉家昌 | 劉家昌     |                    | 劉家昌         |
| 3.   | 春花秋月何時了（插曲） | 劉家昌 | 劉家昌     |                    | 陳佳           |
| 4.   | 癡情塚（插曲）         | 沈水峰 | 林海       | 林海               | 賈青、徐溢     |

### 台灣中天電視版本
| 曲序 | 曲目                   |      | 作曲   | 演唱 |
| ---- | ---------------------- | ---- | ------ | ---- |
| 1.   | 我沒那麼愛你（片尾曲） | 黃婷 | 林邁可 | 丁噹 |

### 配樂製作團隊
| - 音樂製作：林海 聽覺新音樂工作室 - 製作人：林海 - 製作協作：馮碩、和安慧 - 作曲：林海、馮碩 - 編曲：林海、馮碩 - 音樂錄音：林海、馮碩 - 音樂混音：馮碩 - 音樂母帶處理：馮碩 | - 管弦樂演奏：亞洲愛樂樂團 - 指揮：林海 - 大提琴獨奏：阿蓮 - 笛子/簫/尺八/塤：陳悅、戴亞 - 二胡：張麗君、唐峰 - 琵琶：馬琳、蔣彥 - 古箏/古琴：蘇暢 - 女聲：哈輝 |

## 上映和爭議
《天龍八部》從開始便因劇中的選角而引起爭議。首播後更因為造型雷人、特效太假、口味太重、尺度過大等等引起了吐槽。在湖南衛視首播本來很理想，但從中期插❮毛澤東❯後收視率下滑，收視率滑落到了14名左右，最後湖南衛視中途停播該劇。

### 選角
韓國演員金起範出演劇中的大理王子“段譽”從選角開始便引起了爭議，網友表示不明白為什麼劇方找一個韓國人出演“段譽”，有人在微博上表示“老說現在演員青黃不接的，國內年輕男演員很多啊，為啥不培養幾個出來？偏要一個韓國人演段譽？”，其後製片人陳品祥對選擇金起範作出了解釋，他表示，“金起範的形象、氣質、年齡等與段譽的契合度比較高，又在韓國、中國都有較高的知名度和人氣。起用韓國演員的目的就是要讓《天龍八部》更具國際化，讓中華傳統武俠精神在更大的範圍傳播”此外，他坦承，“選用韓國演員也可對該劇在韓國等地區的銷售有一定幫助”。也有網友認為演員張檬雖然長得不醜，卻欠缺了清新脫俗、不食人間煙火的氣質，不合適扮演脫俗飄逸的“王語嫣”而“新版王語嫣”的飾演者張檬也表示不滿意自己在劇中的造型和劇中有關王語嫣的劇情，如王語嫣在這版裡最後跟了瘋了的慕容复，回應:“無論是劇本還是造型都沒有幫到我。

### 服裝造型
雖然本片找了曾多次獲得金像獎、金馬獎，還提名過奧斯卡的奚仲文設計造型，但是《天龍八部》首播後便因為劇中的木婉清和葉二娘的蕾絲臉罩造型引起了吐槽。奚仲文表示角色造型的靈感，大多源自於時裝雜誌，回應道：“《天龍八部》是一部虛構小說，角色造型有些天馬行空也無可厚非。”又認為“每個人心中都有自己的概念”。喬峰出場時拿著個滑板也引起觀眾的不滿，曾同時負責擔任2003年版和本劇新版2014年天龍八部美術指導張仲興表示，本劇注重創新和2003年版注重寫實是不同的，並表示滑雪板早在宋朝以前就是一種交通工具，它在劇中的出現是符合歷史的；而且滑板的設計靈感，是結合當下審美的集體創作結晶，“滑雪板其實是我們大家共同創作的結果，在研究塑造喬峰這個人物特徵時，我們覺得整部劇的風格應該要結合當下審美，貼近觀眾為創作基點”。

### 配樂
《天龍八部》的片尾曲《好好愛愛我吧》由資深音樂人劉家昌作詞作曲，不過此曲遭到網友不留情的吐槽；從歌曲的角度，該片尾曲只是顯得“復古”而已，但作為金庸武俠劇《天龍八部》的主題曲，卻令網友難以接受，歌中上世紀七八十年代家庭倫理苦情戲的古舊編曲和唱法，與該劇標榜的“年輕”風格各種不搭，而“在我短短的人生里，我不能天天空等待，假如牽不到你的手，我會把感情收回來”這樣的大白話歌詞也被網友吐槽，表示“這樣驚世駭俗的片尾曲，金庸先生知道嗎？”，此歌曲因而被戲稱為“神曲中的戰鬥機”。導演賴水清回應表示可能是現代的觀眾對傳統曲風不太接受，劉家昌在接受采訪時則表示：“有爭議很正常，這是直抒胸臆的一首情歌，只要大家聽得懂就好，大家喜歡就好”。
其後《天龍八部》在浙江衛星二輪播出時，原本的片尾曲《好好愛愛我吧》被電視台撤換，改由主持人陳歡和羅希合唱的新版《終於等到你》。

### 穿幫鏡頭
《天龍八部》剛開始播出已發現了多處穿幫鏡頭，根據網友發現，該劇至少有37個穿幫地方。如：
- 段譽和鍾靈一起在河邊上岸後，除了演員頭髮絲上有水之外，戲服和演員的頭髮都是乾的（原版第1集）[18]；
- 段譽在懸崖掉下去的那個地方可以看到工作人員在左方走過去（原版第1集）[20]；

### 播放版本和停播
作為先播平台，湖南衛視播放的版本是54集版本，浙江衛視之後播出的是剪輯過的39集特供版本。湖南衛視每天只播出20分鐘，而從26日後《天龍八部》將在湖南衛視正式下架停播，按照如此播出進度，到了26日，該劇還有至少24集沒播出。原小說3男主角之一的「虛竹」戲份因此在湖南衛視版被大幅度刪除，只在最後一集出現，另外一位原著小說的男主角「喬峰」戲份則只播放到出任南院大王，把原著小說後部分如：喬峰於雁門關前自盡等的戲份完全被刪，把喬峰原本在劇中的命運完全改變；由於湖南版本的戲份經刪減後，以喬峰為主，因此被網友笑稱“《天龍八部》被湖南衛視活活剪成了“喬峰自傳””。
繼後播出的浙江衛視表示，該台播放的版本雖然是39集特供版本，但是只是刪去了一些劇中累贅的劇情，如較多的兒女情長和你儂我儂的部分，劇情更集中在金庸原著的故事，還保證不會中途停播。
貴州衛視於2014年3月播出該劇，並表示會播出54集完整版本。

## 製作團隊
| - 原著：金庸 - 出品人：趙依芳、吳敦 - 總監製：趙依芳、余海燕、傅斌星 - 總策劃：金騫、程聖德、張偉英、劉洋 - 監製：盛林鎮、梁東、謝琪 - 策劃：王燕、孫玲、王穎、胡芳 - 編劇：韋辛、劉書樺 - 文學責編：程建新 | - 造型設計：奚仲文 - 美術指導：張仲興 - 武術指導：張耀星 - 特效指導：張昇 - 攝影師：歐陽良徑、陳國文 - 音樂：劉家昌、林海 - 導演：馬玉成、鄧衍成、劉國輝、龍紹基 - 總導演：賴水清 - 製片人：吳敦、陳品祥 |

## 收視率

### 湖南衛視首播收視率
| 中國大陸 湖南卫视 首播收视率 （CSM48） |                |        |          |      | |
| 集數                                   | 播出日期       | 收视率 | 收视份额 | 排名 | 備註 |
| 1-3                                    | 2013年12月22日 | 1.574  | 4.29     | 1    | 緊接《最美的时光》大結局播出 |
| 4-6                                    | 2013年12月23日 | 1.150  | 3.30     | 1    | 浙江卫视《女人帮》完結、《恋爱的那点事儿》上檔                                                                                               |
| 7-9                                    | 2013年12月24日 | 1.093  | 3.16     | 2    | |
| 10                                     | 2013年12月25日 | 0.959  | 2.63     | 3    | 湖南卫视和央視一套《毛泽东》上檔 |
| 11                                     | 2013年12月26日 | 0.747  | 2.03     | 5    | |
| 12                                     | 2013年12月27日 | 0.947  | 2.55     | 3    | |
| 13                                     | 2013年12月28日 | 0.997  | 2.66     | 3    | |
| 14                                     | 2013年12月29日 | 0.832  | 2.20     | 4    | 东方卫视《零下三十八度》完結 |
| 15                                     | 2013年12月30日 | 0.772  | 2.09     | 5    | 安徽卫视播出2013国剧盛典 |
| -                                      | 2013年12月31日 | -      | -        | -    | 播出2014年跨年演唱会 江苏卫视《幸福媳妇成长记》完結 浙江卫视《恋爱的那点事儿》完結 安徽卫视、深圳卫视、河北卫视《烽火佳人》完結              |
| 16-18                                  | 2014年1月1日   | 1.011  | 2.82     | 1    | 深圳卫视《土地公土地婆》上檔 江苏卫视、浙江卫视、东方卫视、天津卫视《一代枭雄》上檔 安徽卫视、贵州卫视、黑龙江卫视、重庆卫视《利箭纵横》上檔 |
| 19                                     | 2014年1月2日   | 0.853  | 2.34     | 3    | |
| 20                                     | 2014年1月3日   | 0.858  | 2.33     | 2    | |
| 21                                     | 2014年1月4日   | 1.011  | 2.72     | 2    | |
| 22                                     | 2014年1月5日   | 0.757  | 2.00     | 6    | |
| 23                                     | 2014年1月6日   | 0.611  | 1.67     | 10   | |
| 24                                     | 2014年1月7日   | 0.622  | 1.68     | 9    | |
| 25                                     | 2014年1月8日   | 0.724  | 1.96     | 6    | |
| 26                                     | 2014年1月9日   | 0.724  | 1.96     | 7    | |
| 27                                     | 2014年1月10日  | 0.686  | 1.83     | 8    | |
| 28                                     | 2014年1月11日  | 0.850  | 2.23     | 4    | |
| 29                                     | 2014年1月12日  | 0.744  | 1.93     | 8    | |
| 30                                     | 2014年1月13日  | 0.642  | 1.70     | 10   | |
| 31                                     | 2014年1月14日  | 0.670  | 1.80     | 9    | |
| 32                                     | 2014年1月15日  | 0.561  | 1.49     | 10   | |
| 33                                     | 2014年1月16日  | 0.670  | 1.77     | 7    | 江苏卫视、浙江卫视、东方卫视、天津卫视《一代枭雄》完結 安徽卫视、贵州卫视、黑龙江卫视、重庆卫视《利箭纵横》完結                              |
| 34                                     | 2014年1月17日  | 0.643  | 1.74     | 8    | 深圳卫视《土地公土地婆》完結 江苏卫视《与狼共舞2》上檔 浙江卫视《天龍八部》上檔 安徽卫视、黑龙江卫视、东方卫视、湖北卫视《爱情公寓4》上檔    |
| 35                                     | 2014年1月18日  | 0.612  | 1.64     | 10   | 深圳卫视《辣媽大作戰》上檔 |
| 36                                     | 2014年1月19日  | 0.544  | 1.44     | 13   | |
| 37                                     | 2014年1月20日  | 0.430  | 1.15     | 14   | |
| 38                                     | 2014年1月21日  | 0.523  | 1.40     | 13   | |
| 39                                     | 2014年1月22日  | 0.510  | 1.37     | 14   | |
| -                                      | 2014年1月23日  | -      | -        | -    | 停播一天。 |
| 40                                     | 2014年1月24日  | 0.556  | 1.55     | 13   | |
| 41                                     | 2014年1月25日  | 0.570  | 1.55     | 13   | |
| 42                                     | 2014年1月26日  | 0.455  | 1.25     | 13   | |
| 平均收视                               | 平均收视       | 0.848  |          |      | |

1. 同时段或交叉时段主要节目：
  - 浙江卫视 《女人帮》/《恋爱的那点事儿》/《一代枭雄》/《天龍八部》
  - 江苏卫视 《幸福媳妇成长记》/《一代枭雄》/《与狼共舞2》
  - 东方卫视 《零下三十八度》/《一代枭雄》/《爱情公寓4》(与安徽、湖北、黑龙江卫视联播)
  - 安徽卫视 《烽火佳人》(与深圳、河北卫视联播) /《利箭纵横》(与贵州、黑龙江、重庆卫视联播)/《爱情公寓4》
  - 天津卫视 《独狼》/《一代枭雄》/《战火兵魂》
2. 数据由广视索福瑞提供，调查范围为四岁以上之观众。
3. 以上收視排名不包括央視在內。

### 浙江衛視二轮首播收視率
浙江卫视于2014年1月17日起进行该剧的二轮首播。

| 中國大陸 浙江卫视 首播收视率 （CSM50） |               |        |          |      |                                              |
| 集數                                   | 播出日期      | 收视率 | 收视份额 | 排名 | 備註                                         |
| 1-2                                    | 2014年1月17日 | 0.730  | 1.89     | 4    |                                              |
| 3-4                                    | 2014年1月18日 | 0.876  | 2.29     | 2    |                                              |
| 5-7                                    | 2014年1月19日 | 0.865  | 2.27     | 3    |                                              |
| 8-10                                   | 2014年1月20日 | 1.003  | 2.67     | 2    |                                              |
| 11-13                                  | 2014年1月21日 | 1.034  | 2.71     | 2    |                                              |
| 14-16                                  | 2014年1月22日 | 0.934  | 2.46     | 3    |                                              |
| 17-19                                  | 2014年1月23日 | 0.917  | 2.40     | 3    |                                              |
| 20-21                                  | 2014年1月24日 | 0.787  | 2.08     | 4    | 本日播放进度已超过湖南卫视同日播放进度。     |
| 22-23                                  | 2014年1月25日 | 0.754  | 1.98     | 6    |                                              |
| 24-26                                  | 2014年1月26日 | 1.234  | 3.28     | 2    |                                              |
| 27-29                                  | 2014年1月27日 | 1.272  | 3.42     | 2    |                                              |
| 30-32                                  | 2014年1月28日 | 1.180  | 3.16     | 1    |                                              |
| 33-35                                  | 2014年1月29日 | 0.996  | 2.70     | 1    |                                              |
| 36                                     | 2014年1月30日 | 0.383  | 1.11     | 2    | 因本日转播央视春节晚会，播出时间缩短至20分钟 |
| 37-38                                  | 2014年1月31日 | 0.661  | 1.89     | 4    |                                              |
|                                        | 平均收视      | 0.956  | 2.543    |      |                                              |

1. 同时段或交叉时段主要节目：
  - 安徽卫视 《爱情公寓4》(与东方、湖北、黑龙江卫视联播)
  - 江苏卫视 《与狼共舞2》
  - 天津卫视 《战火兵魂之俘虏兵》
2. 数据由广视索福瑞提供，调查范围为四岁以上之观众。
3. 以上收視排名不包括央視在內。

### 台灣中視首播收視率
| 播映日期               | 週數 | 集數  | 平均收視率 | 排名 | 備註 |
| ---------------------- | ---- | ----- | ---------- | ---- | ---- |
| 2014年4月17日－4月18日 | 1    | 1-2   | 0.90       | 4    | 首播 |
| 2014年4月21日－4月25日 | 2    | 3-7   | 0.85       | 4    |      |
| 2014年4月28日－5月2日  | 3    | 8-12  | 0.91       | 4    |      |
| 2014年5月5日－5月9日   | 4    | 13-17 | 1.21       | 4    |      |
| 2014年5月12日－5月16日 | 5    | 18-22 | 1.43       | 4    |      |
| 2014年5月19日          | 6    | 23    | 1.38       | 4    |      |
| 平均收視率             |      |       |            |      |      |

- 同時段節目：
  - 三立：
    - 三立台灣台《世間情》
    - 三立都會台《女人30情定水舞間》

  - 民視《龍飛鳳舞》
  - 台視《雨後驕陽／追魚傳奇／含笑食堂》
  - 華視《施公奇案／天下第一味》
  - 大愛《春暖向陽天》
- 由AGB尼爾森調查，調查範圍是四歲以上收看電視之觀眾。
- 資料來源：中時娛樂、凱絡媒體週報

## 宣傳活動
| 播出時間     | 活動           | 出席演員                 |
| ------------ | -------------- | ------------------------ |
| 2014年1月4日 | 《快樂大本營》 | 钟汉良、張檬、贾青、韩栋 |

## 外部連結
- 《天龍八部》官方微博（页面存档备份，存于）
- 《天龙八部》湖南卫视专题（页面存档备份，存于）
- 《天龙八部》新浪网专题（页面存档备份，存于）
- 《天龍八部》观剧报告 网易娱乐中心（页面存档备份，存于）
- 《天龙八部》新浪电视鉴剧科（页面存档备份，存于）
- 《天龍八部》中視官網（页面存档备份，存于）
- 《天龍八部》緯來官網 （页面存档备份，存于）

## 节目变迁
| 湖南卫视 金鹰独播剧场 周日至周四晚19:30-22:00三集连播 周五、周六19:30-20:10一集播出 | 湖南卫视 金鹰独播剧场 周日至周四晚19:30-22:00三集连播 周五、周六19:30-20:10一集播出   | 湖南卫视 金鹰独播剧场 周日至周四晚19:30-22:00三集连播 周五、周六19:30-20:10一集播出 |
| ----------------------------------------------------------------------------------- | ------------------------------------------------------------------------------------- | ----------------------------------------------------------------------------------- |
|                                                                                     | 天龍八部 （2013年12月22日－2014年1月26日)[a] 毛澤東 （2013年12月25日－2014年1月27日） |                                                                                     |
| 最美的时光 （2013年11月20日-2013年12月22日）                                        | 隋唐英雄3 （2014年1月28日－2014年3月2日）                                             |                                                                                     |

| 浙江卫视 中国蓝剧场 周日至周四晚19:30-22:00三集连播 周五、周六19:30-20:10两集连播 | 浙江卫视 中国蓝剧场 周日至周四晚19:30-22:00三集连播 周五、周六19:30-20:10两集连播 | 浙江卫视 中国蓝剧场 周日至周四晚19:30-22:00三集连播 周五、周六19:30-20:10两集连播 |
| --------------------------------------------------------------------------------- | --------------------------------------------------------------------------------- | --------------------------------------------------------------------------------- |
|                                                                                   | 天龍八部 （2014.01.17－2014.01.31）                                               |                                                                                   |
| 一代枭雄 （2014.01.01－2014.01.15）                                               | 美丽的契约 （2014.02.01－2014.02.16）                                             |                                                                                   |

| 中視數位台 每週一至週五 20:00 - 22:00  | 中視數位台 每週一至週五 20:00 - 22:00    | 中視數位台 每週一至週五 20:00 - 22:00 |
| -------------------------------------- | ---------------------------------------- | ------------------------------------- |
|                                        | 天龍八部 （2014.04.17 - 2014.05.19）     |                                       |
| 真愛找麻煩 （2014.02.24 - 2014.04.16） | 月亮上的幸福 （2014.05.20 - 2014.08.11） |                                       |

| 中天娛樂台 星期一至五 20:00 - 21:00 | 中天娛樂台 星期一至五 20:00 - 21:00    | 中天娛樂台 星期一至五 20:00 - 21:00 |
| ----------------------------------- | -------------------------------------- | ----------------------------------- |
|                                     | 新天龍八部 （2014.05.26 - 2014.08.06） |                                     |
| 蘭陵王 （2014.04.11 - 2014.05.23）  | 犀利仁師 （2014.08.07 -2014.10.03）    |                                     |

| 八度空间 星期一至五 19:00—20:00 時段 | 八度空间 星期一至五 19:00—20:00 時段 | 八度空间 星期一至五 19:00—20:00 時段 |
| ------------------------------------ | ------------------------------------ | ------------------------------------ |
|                                      | 天龍八部 （2014.07.08 - 2014.09.19） |                                      |
| 護花危情 （2014.06.09 - 2014.07.07） | 名媛望族 （2014.09.22 - 2014.11.14） |                                      |

| 新传媒8频道 每逢星期一至五，11PM-12AM | 新传媒8频道 每逢星期一至五，11PM-12AM | 新传媒8频道 每逢星期一至五，11PM-12AM |
| ------------------------------------- | ------------------------------------- | ------------------------------------- |
|                                       | 天龍八部 （2014.11.28 - 2015.02.17）  |                                       |
| 笑傲江湖 （2014.10.01 - 2014.11.27）  | 雪山飞狐 （2015.02.23 - 2015.04.28）  |                                       |

| 愛爾達綜合台 星期一至五 20:00 - 22:00  | 愛爾達綜合台 星期一至五 20:00 - 22:00  | 愛爾達綜合台 星期一至五 20:00 - 22:00 |
| -------------------------------------- | -------------------------------------- | ------------------------------------- |
|                                        | 新天龍八部 （2015.07.27 - 2015.09.01） |                                       |
| 武媚娘傳奇 （2015.04.02 - 2015.07.24） | 神鵰俠侶 （2015.09.02 - 2015.10.07）   |                                       |

| 佳樂台 每週一至週五 20:00 - 22:00               | 佳樂台 每週一至週五 20:00 - 22:00       | 佳樂台 每週一至週五 20:00 - 22:00 |
| ----------------------------------------------- | --------------------------------------- | --------------------------------- |
|                                                 | 天龍八部 （2014年3月14日-2014年5月28日) |                                   |
| 大秦帝國之縱橫 （2014年1月10日－2014年3月13日） | 鎖夢樓 (2014年5月29日-7月4日）          |                                   |

^ a. 2013年12月22日至24日3集连播，25日起调整为第一线剧集19:30-20:00每晚1集。